# Jacobis trippelprodukt
Inom matematiken är Jacobis trippelprodukt identiteten
{\displaystyle \prod _{m=1}^{\infty }\left(1-x^{2m}\right)\left(1+x^{2m-1}y^{2}\right)\left(1+x^{2m-1}y^{-2}\right)=\sum _{n=-\infty }^{\infty }x^{n^{2}}y^{2n}}
för komplexa tal x och y med |x| < 1 och y ≠ 0.
Den introducerades av Carl Gustav Jacob Jacobi i hans bok Fundamenta Nova Theoriae Functionum Ellipticarum.